# Wine Spectator
Wine Spectator é uma prestigiada revista norte-americana especializada em vinhos. A publicação, já com décadas de publicação, é considerada a mais importante e influente no seio da indústria do vinho.[carece de fontes?]
Foi fundada por Bob Morrisey em 1976 (o primeiro número é de 1 de Abril de 1976), e três anos depois foi adquirida por Marvin R. Shanken, que a publica. A revista tem uma circulação de 2,2 milhões de exemplares.[carece de fontes?]
A «Wine Spectator» elabora cada ano uma lista com os "100 melhores vinhos do mundo", seleccionados por uma equipa de investigação e prova. Os vinhos são qualificados numa escala de 85 a 100 pontos. Os vinhos entre 90 e 95 são qualificados como "destacados", e os de 96 a 100 como "clássicos".
A revista organizou a Wine Spectator Wine Tasting em 1986, para celebrar o décimo aniversário da histórica prova de Paris de 1976, onde os vinhos do Vale de Napa superaram os vinhos franceses, numa prova cega.
Ocasionalmente a revista promove eventos para outras bebidas e alimentos, como provas cegas de queijos.